# Araotes arianus
Araotes arianus är en fjärilsart som beskrevs av Hans Fruhstorfer 1912. Araotes arianus ingår i släktet Araotes och familjen juvelvingar. Inga underarter finns listade i Catalogue of Life.